# Nat Reeves
Nathaniel Garfield Reeves (Lynchburg (Virginia), 27 mei 1955) is een Amerikaanse jazzmuzikant (zang, contrabas) en hoogleraar.

## Biografie
Reeves begon op 16-jarige leeftijd met het spelen van de elektrische bas, die hij kreeg van zijn grootvader, de bluesgitarist Russell Jackson. Hij richtte eerst de band Acoustics op, die een top 40-hit scoorde. In 1979 verhuisde hij naar New York, waar hij optrad met Kenny Garrett, Mulgrew Miller en Jo Jones en bij jamsessies op het Jazz Forum. In 1982 toerde hij twee weken door Japan met Sonny Stitt, voordat hij naar Hartford (Connecticut) verhuisde en samenwerkte met Jackie McLean. Gedurende deze tijd begon hij les te geven aan de University of Hartford en werkte hij samen met het Artists Collective, dat hij oprichtte met zijn vrouw Dollie. In de daaropvolgende jaren speelde Reeves ook met Pharoah Sanders, René McLean, Harold Mabern, Steve Davis, Eric Alexander, David Hazeltine, Mike Clark, Houston Person, Larry Willis, Pat Metheny, Mike LeDonne, John Scofield, Jack Wilson, Curtis Fuller, Eddie Henderson, Joe Farnsworth, Javon Jackson, Junko Ōnishi en Benny Green. In 2012 bracht Reeves het album State of Emergency (482 Music) uit onder zijn eigen naam. Op het gebied van jazz werkte Reeves tussen 1984 en 2012 met 46 opnamesessies, onder meer met Kenny Garrett en Randy Johnston. Reeves woont in Hartford, Connecticut en geeft les aan de Hartschool van de University of Hartford.

## Discografie

### Als leader
- 2012: State of Emergency (482 Music)
- 2018: Blue Ridge (Side Door)

### Als sideman
Met Eric Alexander
- 1999: Live at the Keynote (Skip)
- 2006: It’s All in the Game (HighNote)
- 2007: Temple of Olympic Zeus ((HighNote)
- 2009: Revival of the Fittest (HighNote)
- 2011: Don't Follow the Crowd (HighNote)
- 2015: Recado Bossa Nova (Venus)

Met Steve Davis
- 1998: Crossfire (Criss Cross)
- 2000: Portrait in Sound (Stretch)
- 2004: Dig Deep (Criss Cross)
- 2006: Update (Criss Cross)
- 2007: Alone Together (Mapleshade)
- 2009: Eloquence (Jazz Legacy)
- 2012: Gettin' It Done (PosiTone)
- 2014: For Real (PosiTone)
- 2015: Say When (Smoke Sessions)

Met Mary DiPaola
- 1997: Cat's Cradle (Brownstone)

Met Mike DiRubbo
- 1999: From the Inside Out (Sharp Nine)

Met Joe Farnsworth
- 1999: Beautiful Friendship (Criss Cross)
- 2006: Drumspeak (CMD)
- 2012: Super Prime Time (Eighty Eight)
- 2014: My Heroes: Tributes to the Legends (Venus)

Met Kenny Garrett
- 1984: Introducing Kenny Garrett (Criss Cross Jazz)
- 1997: Songbook (Warner Bros.)
- 1999: Simply Said (Warner Bros.)
- 2012: Seeds from the Underground (Mack Avenue)

Met David Hazeltine
- 2001: Good-Hearted People (Criss Cross)
- 2007: The Jobim Songbook (Chesky)

Met Javon Jackson and We Four
- 2012: Celebrating John Coltrane (Solid Jackson)

Met Laird Jackson
- 2002: Touched (Cap)

Met Randy Johnston
- 1992, 1994: Jubilation (Muse)
- 1997: Somewhere in the Night (HighNote)
- 2000: Homage (JCurve)
- 2002: Hit and Run (HighNote)

Met Jacques Lesure
- 2015: Camaraderie (WJ3)

Met Harold Mabern
- 2002: Kiss of Fire (Venus)
- 2003: Don't Know Why (Venus)
- 2017: To Love and Be Loved (Smoke Sessions)

Met Tom McClung
- 1997: The Telling (Terieva)

Met Steve McCraven
- 1994: Sound of the Forest Boogaraboo (World McMusic) met Archie Shepp
- 1996: Bosco (EF Mic) met Archie Shepp en Arthur Blythe

Met Jackie McLean
- 1988: Dynasty (Triloka)
- 1991: Rites of Passage (Triloka)
- 1991: The Jackie Mac Attack (Dreyfus)
- 1992: Rhythm of the Earth (Dreyfus)
- 1996: Hat Trick (Somethin' Else/Blue Note)

Met Rene McLean
- 2017: Ancestral Calling: Music of the Spirit (I'Jazza)

Met Michael Musillami
- 2001: Archives (Playscape)

Met Diana Perez
- 2008: It's Happenin'  (Zoho)

Met Jesse van Ruller
- 2002: Here and There (Criss Cross)

Met Dakota Staton
- 1999: A Packet of Love Letters (HighNote)

Met John Webber
- 2014: Down for the Count (Cellar Live)

Met Anthony Wonsey
- 2006: The Thang (Sharp Nine)

Met Saori Yano
- 2003: Yano Saori (JRoom Jazz)
- 2004: O2 (JRoom)